# Siluan von Athos

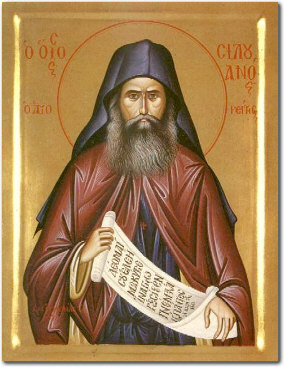
Silouan von Athos

Starez Siluan (russisch Силуан Афонский; * 1866 im Kirchdorf Schowskoje, Kreis Lebedin in der Oblast Tambow; † 24. September 1938), mit bürgerlichem Namen Simeon Iwanowitsch Antonow, war ein russischer Mönch und Mystiker der Orthodoxen Kirche.

## Leben
Siluan wurde als Sohn eines russischen Bauern geboren und trat nach seinem Militärdienst 1892 in das russische Panteleimonkloster auf dem Athos ein. 1896 wurde er eingekleidet und nahm 1911 das Schima an. Er verbrachte seinen Klosterdienst auf der Mühle, auf dem Metoche Kalamare, auf dem Stary Russik (Altes Kloster auf dem Berge Athos) und im Lebensmittellager des Klosters als Ökonom.

## Bedeutung
Siluan lebte im Verborgenen und wurde erst nach seinem Tode bekannt. Heute gilt er als Heiliger des Herzensgebets, das ihm früh schon als Novize in einer höheren immerwährenden Stufe zuteilwurde. Seine mystischen Schriften werden von vielen Menschen gelesen, die das Jesusgebet pflegen. Bekannt wurde Siluan einem weiteren Kreis durch das Werk Buch Starez Siluan – Mönch vom Berg Athos von Archimandrit Sophroni Sacharow.
In München existiert eine der wenigen ihm geweihten Kapellen, die zur rumänisch-orthodoxen Kirche gehört.

## Schriften
- Manfred Baumotte (Hrsg.): Starez Siluan: Mystische Schriften, Zürich/Düsseldorf 1999, ISBN 3-545-20321-2.
- Starez Siluan – Mönch vom Berg Athos. Sein Leben und seine Lehre, Düsseldorf 2007, Patmos-Verlag, ISBN 978-3-491-71316-1.